# سعید جاسم
سعید جاسم (انگلیسی: Saeed Jassem؛ زادهٔ ۲ مارس ۱۹۹۵) یک بازیکن فوتبال است.